# Wayne Duvall
Pour les articles homonymes, voir Duvall.
Wayne Duvall, né le 29 mai 1958 à Silver Spring, (Maryland, États-Unis), est un acteur américain.
Il est surtout connu à la télévision pour son rôle du Sergent Phil Brander dans la série Washington Police.

## Biographie
Durant l'année 2002, Wayne Duvall s'est marié avec Denise Guillet. Il est le cousin de l'acteur Robert Duvall. Duvall est également diplômé de l'Université du Maryland à College Park.

## Filmographie

### Cinéma
- 1993 : Chute libre, de Joel Schumacher
- 1994 : Harcèlement (Disclosure), de Barry Levinson
- 1995 : Apollo 13, de Ron Howard
- 1996 : Le Fan (The Fan) de Tony Scott
- 1998 : Pluie d'enfer (Hard Rain), de Mikael Salomon
- 1999 : Aussi profond que l'océan, d'Ulu Grosbard
- 2000 : O'Brother, des frères Coen : Homer Strokes
- 2001 : Évolution, d'Ivan Reitman
- 2008 : Jeux de dupes (Leatherheads), de George Clooney : Coach Ferguson
- 2008 : Le Prix de la loyauté, de Gavin O'Connor
- 2009 : Duplicity, de Tony Gilroy : Ned Guston
- 2010 : Hors de contrôle, de Martin Campbell : le chef de la police
- 2012 : Lincoln de Steven Spielberg : le sénateur Bluff Wade
- 2013 : Prisoners de Denis Villeneuve : Le capitaine Richard O'Malley
- 2019 : Le Cas Richard Jewell (Richard Jewell) de Clint Eastwood : Un polygraphe
- 2020 : The Hunt de Craig Zobel : Don
- 2020 : Les Sept de Chicago (The Trial of the Chicago 7) d'Aaron Sorkin : L'inspecteur Paul DeLuca
- 2025 : Sunfish (& Other Stories on Green Lake) de Sierra Falconer : Chip

### Télévision
- 1991 : MacGyver (saison 7, épisode 2 "Quiproquo") : Victor Besbiit
- 1993 : X-Files (épisode Un fantôme dans l'ordinateur) : Jerry Lamana
- 2000 - 2004 : Washington Police (TV) : Sergent Phil Brander
- 2007 : New York, unité spéciale (saison 8, épisode 13) : Seth Millstead
- 2013 : Elementary (saison 1, épisode 20) : Duke Landers

## Référence
- (en) Cet article est partiellement ou en totalité issu de l’article de Wikipédia en anglais intitulé « Wayne Duvall » (voir la liste des auteurs).